# Ablautus mimus
Ablautus mimus är en tvåvingeart som först beskrevs av Osten Sacken 1877.  Ablautus mimus ingår i släktet Ablautus och familjen rovflugor. Inga underarter finns listade i Catalogue of Life.